# Henry Rono
Henry Rono (ur. 12 lutego 1952 w Kapsabet, zm. 15 lutego 2024 w Nairobi) – kenijski lekkoatleta specjalizujący się w biegach długich. 
Dwukrotny mistrz igrzysk afrykańskich w Algierze w 1978 roku (wygrał bieg na 3000 metrów z przeszkodami oraz na bieg na 10 000 metrów). Dwukrotny mistrz igrzysk Wspólnoty Narodów w 1978 w Edmonton (zwyciężył w biegu na 5000 metrów i biegu na 3000 metrów z przeszkodami.
5-krotny rekordzista świata:
| Konkurencja                        | Data i miejsce            | Wynik    |
| ---------------------------------- | ------------------------- | -------- |
| bieg na 3000 metrów                | 27 czerwca 1978, Oslo     | 7:32,1   |
| bieg na 5000 metrów                | 8 kwietnia 1978, Berkeley | 13:08,4  |
| bieg na 5000 metrów                | 13 września 1981, Knarvik | 13:06,20 |
| bieg na 10 000 metrów              | 11 czerwca 1978, Wiedeń   | 27:22,4  |
| bieg na 3000 metrów z przeszkodami | 13 maja 1978, Seattle     | 8:05,4   |

W związku z bojkotem przez Kenię igrzysk olimpijskich w 1976 i 1980 roku nie udało mu się powalczyć o olimpijski medal. W 2007 roku wydał autobiografię pt. "Olympic Dream".
Zmarł 15 lutego 2024 w szpitalu w Nairobi po krótkiej chorobie.